# سیارک ۱۲۶۵۷
سیارک ۱۲۶۵۷ (به انگلیسی: 12657 Bonch-Bruevich، نامگذاری:1971QO1) دوازده هزار و ششصد و پنجاه و هفتمین سیارک کشف شده‌است که در ۳۰ اوت ۱۹۷۱ کشف شد.
قدر مطلق سیارک برابر ۱۲٫۳۰ است.